# Primera División 1947 (Uruguay)
Het seizoen 1947 van de Primera División was het 44e seizoen van de hoogste Uruguayaanse voetbalcompetitie.

## Teams
Er namen tien ploegen deel aan de Primera División tijdens het seizoen 1947. Negen ploegen wisten zich vorig seizoen te handhaven en één ploeg promoveerde vanuit de Primera B: CA Cerro kwam in de plaats van het gedegradeerde CA Progreso.
| Club                      | Stad       | Stadion                              | Vorig seizoen |
| ------------------------- | ---------- | ------------------------------------ | ------------- |
| Central FC                | Montevideo | Estadio Parque Palermo               | 5e            |
| CA Cerro                  | Montevideo | Parque Demetrio Arana                | 1e (1ª B)     |
| CA Defensor               | Montevideo | Parque Rodó                          | 4e            |
| Liverpool FC              | Montevideo | Estadio Belvedere                    | 8e            |
| CS Miramar                | Montevideo | Parque Campomar                      | 7e            |
| Montevideo Wanderers FC   | Montevideo | Estadio Parque Alfredo Víctor Viera  | 9e            |
| Club Nacional de Football | Montevideo | Estadio Centenario                   | 1e            |
| CA Peñarol                | Montevideo | Estadio Centenario                   | 2e            |
| Rampla Juniors FC         | Montevideo | Parque Nelson                        | 6e            |
| CA River Plate            | Montevideo | Estadio Parque Federico Omar Saroldi | 3e            |

## Competitie-opzet
Alle clubs speelden tweemaal tegen elkaar. De ploeg met de meeste punten werd kampioen. De ploeg die laatste werd degradeerde naar de Primera B.

### Kwalificatie voor internationale toernooien
De winnaar van de competitie plaatste zich voor de Copa Ricardo Aldao (afgekort tot Copa Aldao). Deze beker werd betwist tussen de landskampioenen van Argentinië en Uruguay om zo te bepalen wie zich de beste Rioplatensische ploeg zou mogen noemen. De kampioen plaatste zich eveneens voor het Campeonato Sudamericano de Campeones, een voorloper van de Copa Libertadores.

### Torneo Competencia en Torneo de Honor
Voorafgaand aan het seizoen werd het Torneo Competencia gespeeld tussen de ploegen in de Primera División. Dit toernooi werd gewonnen door CA Peñarol. Ook werd er gestreden om het Torneo de Honor. Deze prijs werd uitgereikt aan de ploeg die het beste presteerde in het Torneo Competencia en in de eerste seizoenshelft van de Primera División.
In totaal speelden de tien ploegen dit seizoen driemaal tegen elkaar. De eerste ontmoeting telde mee voor het Torneo Competencia en het Torneo de Honor, de tweede ontmoeting voor de Primera División en het Torneo de Honor en de laatste ontmoeting enkel voor de Primera División.

### Eerste seizoenshelft
CA Peñarol had het Torneo Competencia gewonnen door alle wedstrijden te winnen, maar ze leden in de openingsronde van de competitie direct een nederlaag tegen Montevideo Wanderers FC. Ook titelverdediger Club Nacional de Football liet in het begin van het seizoen punten liggen; hun tweede wedstrijd, tegen Rampla Juniors FC, eindigde in remise. Omdat ook geen enkele van de overige acht clubs de eerste twee duels wist te winnen, stond Nacional op dat moment wel gedeeld aan kop, samen met Rampla Juniors en CA River Plate. Die twee ploegen speelden vervolgens gelijk tegen elkaar; Nacional won wel en ging na drie speelrondes alleen aan kop.
Ook Nacional speelde daarna gelijk tegen River Plate en een winnend Rampla Juniors kon zo weer op gelijke hoogte komen met de Tricolores. De vijfde speelronde leverde een eerste nederlaag op voor Nacional; met 3–2 was CA Defensor te sterk. Rampla Juniors en River Plate behaalden allebei een overwinning en namen zo de bovenste twee plaatsen over. Dit duurde echter maar kort, want de daaropvolgende speelronde verloor Rampla Juniors van Defensor en speelde River Plate gelijk tegen Peñarol. Nacional versloeg promovendus CA Cerro. Na een derde van de competitie stonden Defensor, Nacional, Rampla Juniors en River Plate gezamenlijk aan de leiding met een puntje meer dan nummer vijf Peñarol.
De enige co-koploper die ook de zevende wedstrijd wist te winnen was Defensor, maar na een gelijkspel tegen River Plate moesten ze die leiding alweer delen met Rampla Juniors. Beide ploegen wonnen ook hun negende wedstrijd (Defensor tegen Cerro en Rampla Juniors tegen Peñarol). Halverwege de competitie gingen Defensor en Rampla Juniors aan kop, met een punt meer dan Nacional. Liverpool FC had drie punten minder en bezette de vierde plaats. Peñarol speelde hun slechtste seizoenshelft sinds de invoering van het betaalde voetbal (1932) en stond achtste met zes punten achterstand. Hekkensluiter was CS Miramar.
Door hun goede prestaties in het Torneo Competencia (waar Peñarol zes punten meer behaalde dan Defensor) eindigden Defensor en Peñarol gelijk in de stand van het Torneo de Honor. In tegenstelling tot 1943 - toen er ook sprake was van een gelijke stand - werd er nu geen beslissingswedstrijd gespeeld, maar werden Defensor en Peñarol allebei uitgeroepen tot winnaar van het Torneo de Honor. Voor Defensor was dit hun eerste officiële prijs op het hoogste niveau.

### Tweede seizoenshelft
Defensor kwam in het begin van de tweede seizoenshelft alleen aan kop. Zelf wonnen ze twee keer, terwijl de concurrentie punten verspeelde. Hun eerste nederlaag in de terugronde leden ze tegen Peñarol in speelronde twaalf en na de daaropvolgende wedstrijd tegen Montevideo Wanderers (1–0) verlies moest Defensor de koppositie afstaan aan Nacional.
In een onderlinge confrontatie tussen de nummers een en twee won koploper Nacional met 2–0 van Defensor. De voorsprong op La Viola groeide zo naar drie punten. Tegelijkertijd kwamen Liverpool, Peñarol en Rampla Juniors op gelijke hoogte met Defensor. Vervolgens won Nacional als enige de volgende twee duels, waardoor ze met nog twee wedstrijden te gaan een voorsprong hadden van vier punten op de achtervolgers (Defensor en Peñarol). In de Superclásico tegen Peñarol had Nacional voldoende aan een gelijkspel om kampioen te worden, en dit gebeurde ook: de wedstrijd eindigde in 2–2, waardoor Nacional voor de twintigste keer kampioen van Uruguay werd. In diezelfde speelronde viel het doek voor Miramar; hoewel ze zelf van Central FC wonnen, behaalde degradatieconcurrent Cerro ook een overwinning. Daardoor was Miramar niet meer in staat om van de laatste plaats af te komen.
Hoewel de titelstrijd beslist was, lag de strijd om de tweede plek nog open. Hiervoor kwamen nog vier clubs in aanmerking; Defensor en Peñarol hadden de beste papieren, maar Defensor verloor van Cerro en Peñarol verloor van Rampla Juniors. Door dit resultaat kwam ook Rampla Juniors op gelijke hoogte met Defensor en Peñarol. Vanwege de nederlagen van Defensor en Peñarol kon ook Liverpool nog tweede worden, maar zij verloren van River Plate, dat hierdoor samen met Liverpool op plek vijf en zes eindigde. Van de drie ploegen op de gedeelde tweede plek had Peñarol het beste doelsaldo, voor Rampla Juniors en Defensor, maar om het vicekampioenschap te bepalen werden er beslissingswedstrijden gespeeld.

### Eindstand
|     | Club                      | Sp. | W  | G | V  | Pnt. | DV | DT | DS  |
| --- | ------------------------- | --- | -- | - | -- | ---- | -- | -- | --- |
| 01. | Club Nacional de Football | 18  | 11 | 5 | 2  | 27   | 44 | 15 | +29 |
| 2.  | CA Peñarol                | 18  | 9  | 3 | 6  | 21   | 41 | 26 | +15 |
| 3.  | Rampla Juniors FC         | 18  | 9  | 3 | 6  | 21   | 35 | 27 | +8  |
| 4.  | CA Defensor               | 18  | 9  | 3 | 6  | 21   | 33 | 28 | +5  |
| 5.  | CA River Plate            | 18  | 6  | 8 | 4  | 20   | 25 | 19 | +6  |
| 6.  | Liverpool FC              | 18  | 9  | 2 | 7  | 20   | 33 | 35 | –2  |
| 7.  | Central FC                | 18  | 6  | 2 | 10 | 14   | 36 | 44 | –8  |
| 8.  | CA Cerro                  | 18  | 5  | 4 | 9  | 14   | 28 | 42 | –14 |
| 9.  | Montevideo Wanderers FC   | 18  | 4  | 5 | 9  | 13   | 24 | 36 | –12 |
| 10. | CS Miramar                | 18  | 2  | 5 | 11 | 9    | 19 | 46 | –27 |

### Legenda
| Kleur | Kwalificatie voor                                           |
| ----- | ----------------------------------------------------------- |
|       | Campeonato Sudamericano de Campeones 1948 + Copa Aldao 1947 |
|       | Barragewedstrijden om de tweede plaats                      |
|       | Degradatie naar Primera B 1948                              |

| Winnaar Primera División 1947       |
| ----------------------------------- |
| Club Nacional de Football 20e titel |

#### Barrage om de tweede plaats
Na de competitie speelden Peñarol, Rampla Juniors en Defensor een halve competitie om te bepalen wie zich vicekampioen mocht noemen. Eerst won Defensor met 3–1 van Peñarol; de tweede wedstrijd eindigde in een zege van Peñarol op Rampla Juniors (2–1). De wedstrijd tussen Defensor en Rampla Juniors werd echter niet gespeeld. Hierdoor werd het vicekampioenschap officieel niet uitgereikt. De tabel hieronder geeft de tussenstand aan van de barragewedstrijden die wel zijn gespeeld.
|    | Club              | Sp. | W | G | V | Pnt. | DV | DT | DS |
| -- | ----------------- | --- | - | - | - | ---- | -- | -- | -- |
| 1. | CA Defensor       | 1   | 1 | 0 | 0 | 2    | 3  | 1  | +2 |
| 2. | CA Peñarol        | 2   | 1 | 0 | 1 | 2    | 3  | 4  | –1 |
| 3. | Rampla Juniors FC | 1   | 0 | 0 | 1 | 0    | 1  | 2  | –1 |

#### Topscorers
De topscorerstitel ging voor de tweede maal naar Nicolás Falero van CA Peñarol, die zeventien keer scoorde.
| №  | Speler         | Club       | Goals |
| -- | -------------- | ---------- | ----- |
| 1. | Nicolás Falero | CA Peñarol | 27    |